# Malcolm Stewart (aktor)
Malcolm Stewart (ur. 15 maja 1948 w Montrealu) – kanadyjski aktor filmowy i telewizyjny, znany z ról w takich filmach jak Titanic, Moon, Grace, Dr Dolittle i pies prezydenta i Święta Thomasa Kinkade'a. Jest absolwentem University of Vermont. Zadebiutował na Broadwayu w sztuce pt. „Dracula”.
Ma 188 cm wzrostu.

## Filmografia[2]
- A New Life (1988)
- Physical Evidence (1989)
- A Captive in the Land (1993)
- Morning Glory (1993)
- Strażnik czasu (1994)
- Jumanji (1995)
- Titanic (1996) (film TV)
- Gęsia skórka (1997)
- Medal dla miss (2000)
- Screwed (2000)
- Cud w Lake Placid (2004)
- Przygoda na Antarktydzie (2006)
- Efekt motyla 2 (2006)
- Shattered (2007)
- Thomas Kinkade's Christmas Cottage (2008)
- Moon (2009)
- Grace (2009)
- Psy i koty: Odwet Kitty (2010)
- Lodowa groza (2011) (film TV)